# La Unión de Isidoro Montes de Oca
La Unión de Isidoro Montes de Oca est une des municipalités du Guerrero, dans le sud-ouest du Mexique.
Le siège municipal se trouve à La Unión (en).